# 40 هـ
40 هـ هي سنة في التقويم الهجري امتدت مقابلةً في التقويم الميلادي بين سنتي 660 و661.

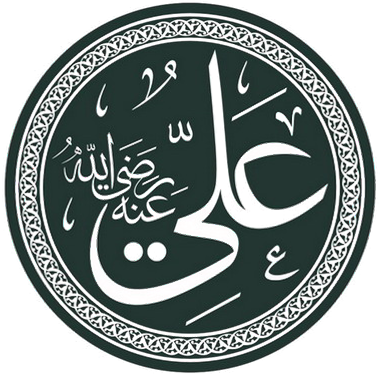
علي بن أبي طالب

## أحداث
- 17 رمضان - عبد الرحمن بن ملجم يغتال علي بن أبي طالب بضربه بسيف مسموم أثناء صلاة الفجر.
- مبايعة الحسن بن علي

## مواليد
- صالح بن كيسان
- سورة بن أبجر التميمي
- ابن كثير المكي
- الحجاج بن يوسف الثقفي

## وفيات
- الأشعث بن قيس
- الحجاج التميمي
- خارجة بن حذافة
- عمرو بن بكر التميمي
- ليلى الغفارية
- مالك بن ربيعة الأنصاري
- وردان بن مجالد
- أم كلثوم بنت عقبة
- الحارث بن خزمة
- القعقاع بن عمرو
- أبو ليلى بن فدكي
- خوات بن جبير
- مالك بن ربيعة بن اليدن
- 19 رمضان - وفاة علي بن أبي طالب إثر طعنة عبد الرحمن بن ملجم قبل يومين.
- أمامة بنت علي بن أبي طالب.[5]
- زينب بنت العوام.[6]